# Metallica

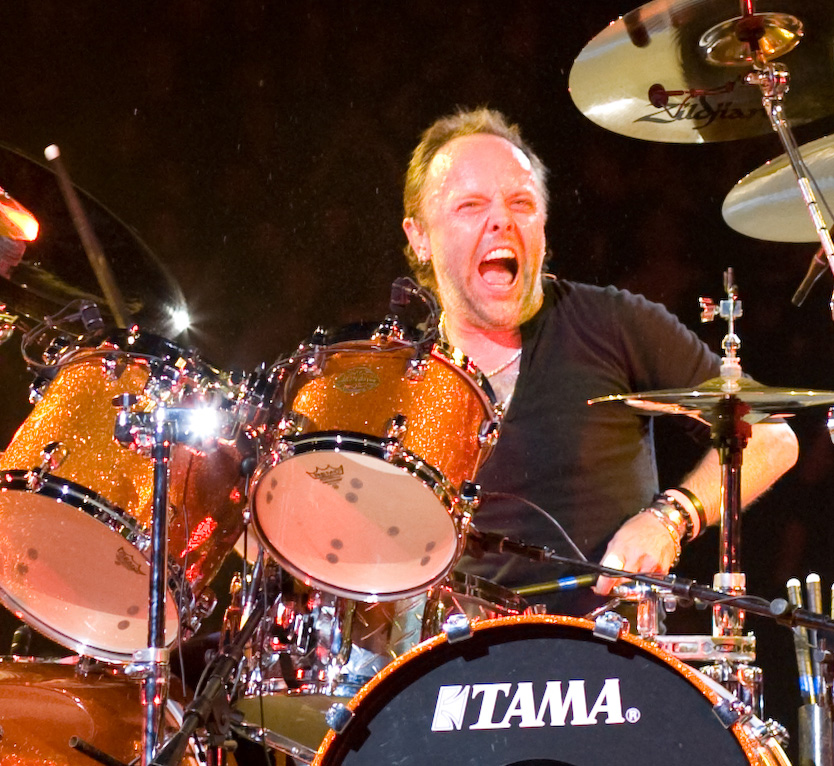
Lars Ulrich, London 2008.

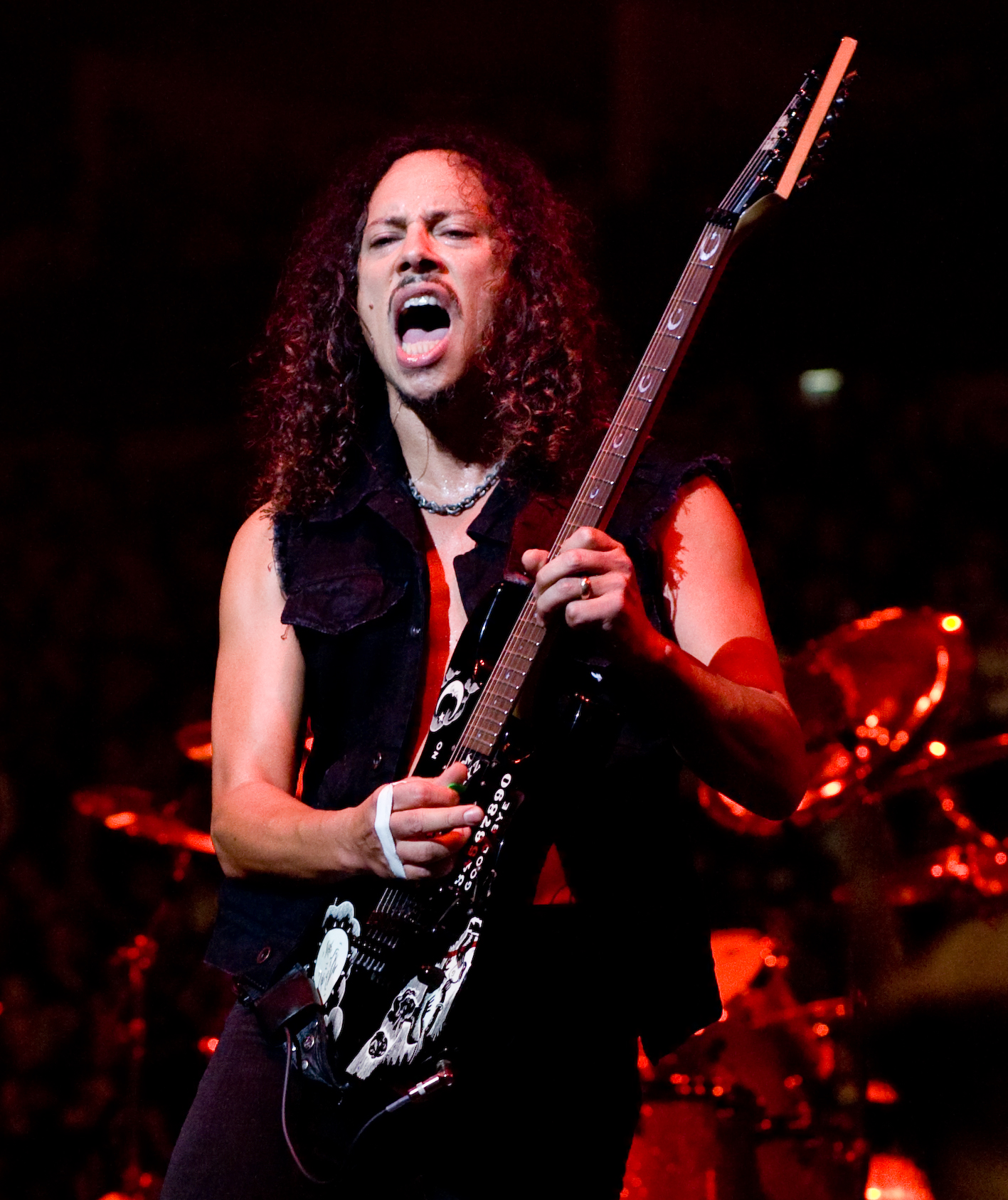
Kirk Hammett, London 2008.

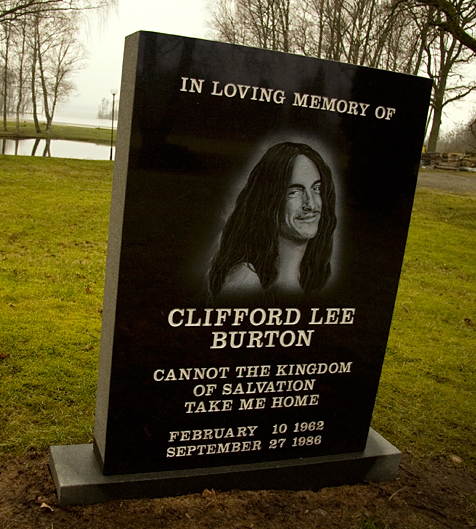
Minnessten över Cliff Burton i Ljungby.

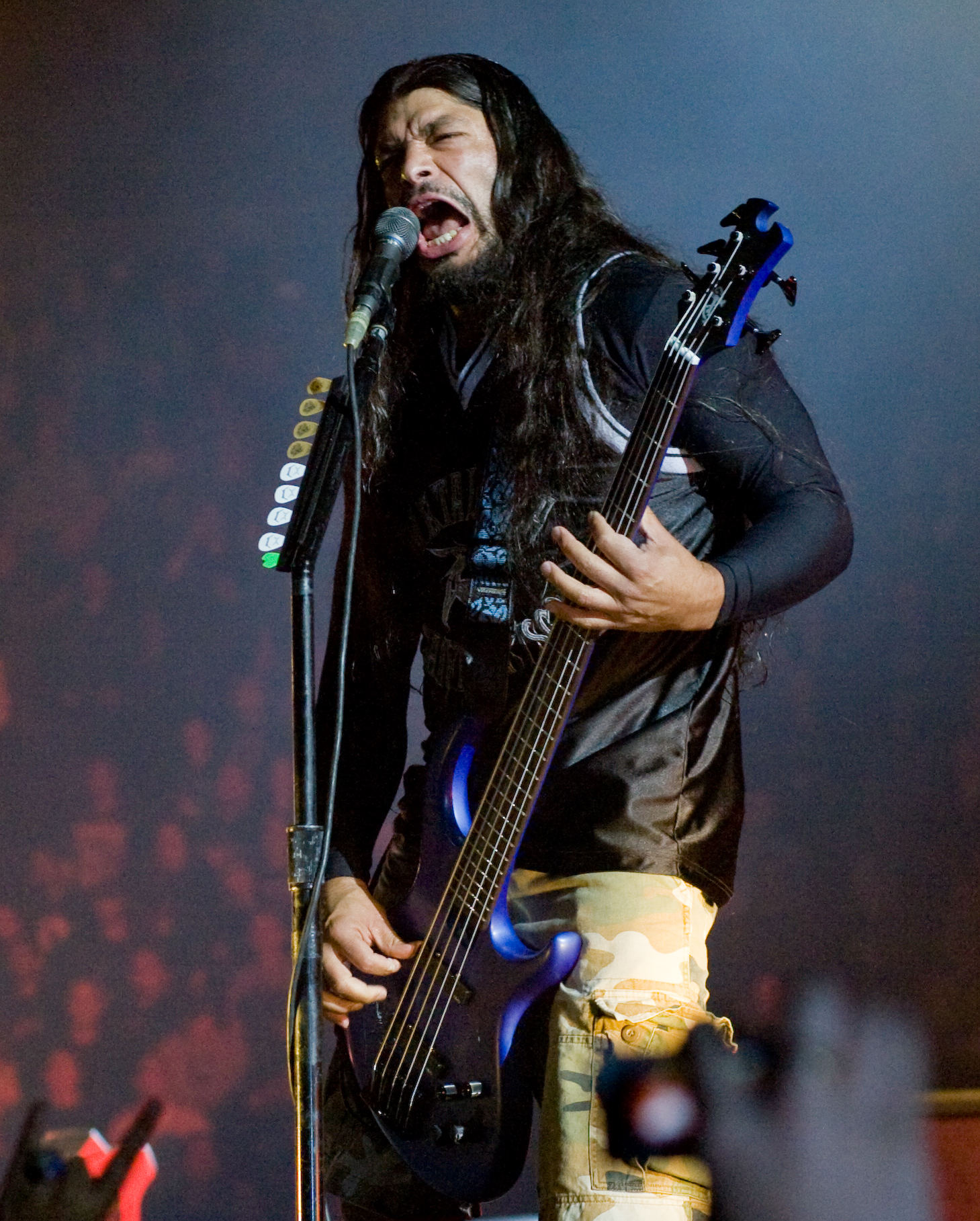
Robert Trujillo, London 2008.

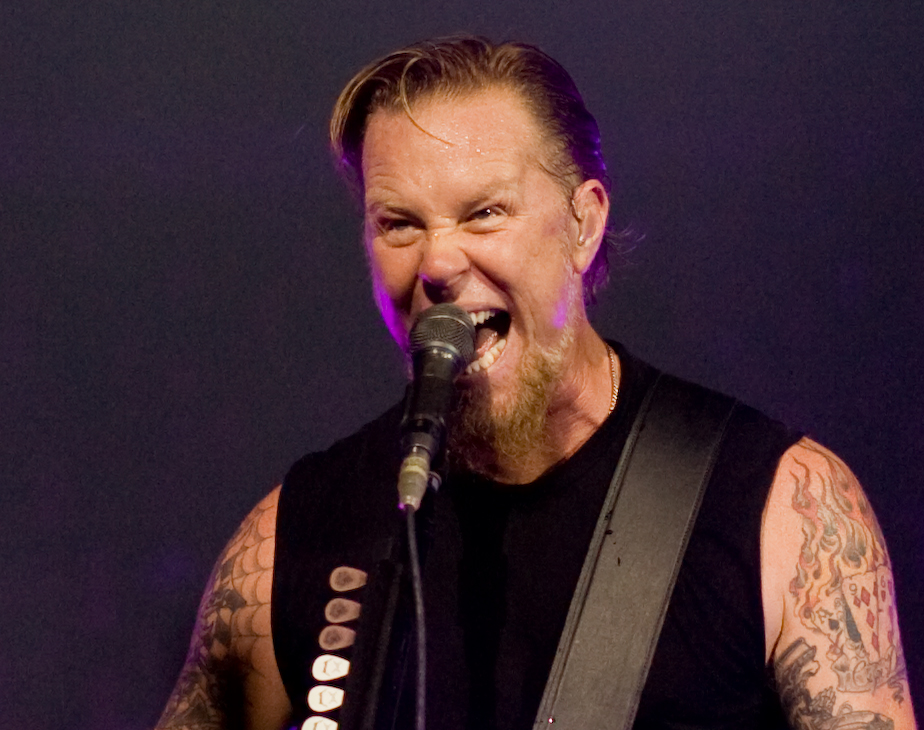
James Hetfield, London 2008.

Metallica är ett amerikanskt heavy metal-band bildat 1981 i Los Angeles i Kalifornien. Bandet har sålt över 110 miljoner album världen över, varav 58 miljoner i USA, och räknas som det mest inflytelserika bandet i sin genre. Tillsammans med Megadeth, Slayer och Anthrax räknas Metallica till The Big Four of Thrash. Debutalbumet Kill 'Em All gavs ut år 1983. De samarbetade med Lou Reed på albumet Lulu som gavs ut 2011.
År 2009 invaldes Metallica i Rock and Roll Hall of Fame. De mottog Polarpriset 2018.

## Historia

### Bildandet och de första demoutgivningarna (1981–1982)
Metallica bildades som ett garageband i Los Angeles den 28 oktober 1981. Bandet bestod då av dansken Lars Ulrich (trummor) och amerikanen James Hetfield (sång och gitarr). Hetfield kom i kontakt med Ulrich genom en tidning vid namn Recycler där Ulrich hade lagt ut en annons. Även basisten Ron McGovney var med från början. Namnet "Metallica" hade sin bakgrund i att en vän till Ulrich skulle startat ett fanzine och valde mellan att kalla det Metallica eller Metal Mania. Ulrichs åsikt var att Metal Mania passade bättre för ett fanzine och han tog sedan namnet Metallica för sitt nystartade band. Då bandet behövde ytterligare en gitarrist satte Ulrich in en annons i en lokal nyhetstidning. Dave Mustaine svarade på annonsen och efter en provspelning blev han medlem i gruppen. Metallica gjorde sin första spelning i Anaheim i Kalifornien, den 14 mars 1982. På sin första konsert spelade bandet sina egna låtar "Hit the Lights" och "Jump in the Fire" samt covers på låtar av bland andra Diamond Head och Savage.
I början av 1982 släppte Metallica en första demoinspelning vilket ledde till att de fick agera förband åt Saxon på klubben Whiskey A Go Go i Los Angeles. Spelningen den 27 mars innehöll framför allt covers av låtar från olika NWOBHM-band, men också Dave Mustaines nya låt "Metal Militia". Metallica anlitade ytterligare en gitarrist, Damien C. Philips (eg. Brad Parker) inför sin spelning på Consert Factory i Costa Mesa 23 april samma år. Ännu en ny låt, "The Mechanix" framfördes under denna kväll. Detta blev dock det enda framträdandet med Philips som därefter lämnade bandet.
Metallica spelade in fyra spårs-demon "Power Metal" som innehåller låtarna "Hit the Lights", "Jump in the Fire", "The Mechanix", och "Motorbreath". Hetfield sjöng på denna demo endast i väntan på att bandet skulle hitta en riktig sångare. Tillsammans med sångaren och gitarristen Jeff Warner framträdde bandet på Consert Factory i Los Angeles som förband till Roxy Rollers, Leatherwolf och August Redmoon. Spelningen var ingen succé och Warner fick lämna bandet.
I juni släpptes samlingsalbumet Metal Massacre där Metallica deltog med låten "Hit the Lights". Bandet sökte fortfarande en sångare, men den tillfrågade John Bush från Armored Saint, senare i Anthrax, tackade nej. Samma månad släppte Metallica sin första studioproducerade demo, No Life 'Til Leather, vilken snart cirkulerade inom underground-scenens "tape trading"-system. Demon innehåller bland andra låtarna "Jump in the Fire" och "Seek & Destroy", som bandet spelade på sina konserter ännu år 2010, och ledde till att Metallicas namn började spridas internationellt.
McGovney lämnade Metallica i november 1982. De andra i bandet flyttade då vidare till San Francisco vilket bland annat var ett krav från Cliff Burton som i slutet av december intog platsen som bandets basist. Burtons ankomst i Metallica innebar också fler influenser i musiken av amerikansk och engelsk punk samt progressiv rock från tidigt 70-tal. I San Francisco delade Metallica scen med band som Possessed, Metal Church och Exodus.
Nästa demosläpp blev live-utgåvan Metal Up Your Ass som spelades in under en konsert 29 november på The Old Waldorf, i San Francisco. Demon innehåller tio låtar medan en elfte, "The Prince", som också spelades under kvällen inte kom med eftersom inspelningsbandet tog slut. Inspelningen skickades bland annat till Jonny Zazula, som vid denna tid var Anthrax manager, vilket resulterade i att Zazula genast arrangerade en Metallica-turné till städer på den amerikanska västkusten.
Alkoholrelaterade problem innebar samarbetssvårigheter mellan Dave Mustaine och övriga medlemmar vilket ledde till att bandet avskedade Mustaine mitt under västkust-turnén. Han gjorde sin sista spelning med bandet 9 april 1983 i Brooklyn i New York. Mustaine repade sig dock snabbt och bildade snart thrash metal-bandet Megadeth. Kirk Hammett, tidigare i Exodus, anlitades därefter som gitarrist och hans första spelning med bandet skedde redan den 16 april på The Showplace i Denver i New Jersey. Under kvällen spelade också bland andra black metal-bandet Venom.
Innan det blev dags för Metallicas första fullängdsalbum gavs ytterligare två demor ut, "Horsemen of the Apocalypse" och "Megaforce demo". "Megaforce demo", vilken också benämns "KUSF demo" och "Whiplash/No Remorse demo" är den enda utgåva där både Dave Mustaine och Cliff Burton spelar. Det är också den första inspelning som gjordes med Cliff Burton.

### Debutalbumet ochRide the Lightning(1983–1985)
Debutalbumet Kill 'em All släpptes 13 juli 1983 av Zazulas nystartade Megaforce Records. Skivan var från början tänkt att kallas "Metal Up Your Ass", men det accepterades inte av skivbolaget varvid Cliff Burton yttrade "Just fuckin' kill 'em all", vilket gav upphov till nuvarande titel. Kill 'Em All har kallats det första riktiga thrash metal-albumet på grund av dess snabba, aggressiva och tunga sound. James Hetfields röst var ännu väldigt ljus på den här skivan. Metallica använde sig av flera av Dave Mustaines låtar på skivan, bland annat "Mechanix", (nuvarande "The Four Horsemen") och "Metal Militia". 
Albumets betydelse för thrash metal-scenens utveckling är oomtvistad, band över hela världen erkänner betydelsen av detta Metallicas första album för sin egen utveckling. Minst tio gånger har andra band gett ut covers på vart och ett av skivans tio spår. I januari 1984 gavs "Jump in the Fire" ut som första singel, på 12"-vinyl, med "live"-versioner av "Seek and Destroy" och "Phantom Lord" som B-sida. Dessa var dock inspelade i studio med pålagt publikljud. En turné med Venom tog Metallica till Europa där bland annat Nederländerna och Storbritannien gästades. I juni gjorde Metallica ytterligare några Europaspelningar som support till Twisted Sister och därefter begav sig bandet till Lars Ulrichs hemland Danmark.
Metallica valde att spela in sitt andra album med danske Flemming Rasmussen som nyligen producerat Rainbows album Difficult to Cure. Det nya Metallica-albumet spelades in på en och en halv månad i Sweet Silence Studios i Köpenhamn. Bandets andra album, Ride the Lightning gavs ut av Megaforce Records/Elektra Records i augusti 1984. Även på detta album är Dave Mustaine medskribent till två av låtarna, titelspåret och det avslutande spåret "The Call of Ktulu". Ride the Lightning anses vara ett mognare album än Kill 'em All, och varenda låt på skivan handlar i någon form om döden, genom självmord, drunkning, kärnvapenkrig osv. På Ride the Lightning använde Metallica ett annorlunda sound jämfört med Kill 'em All, en blandning av thrash metal och heavy metal. Gitarrerna hade också ett större ljud, och låtarna var längre. Nu visar Metallica även en känsligare sida, med låten "Fade to Black". Detta gjorde att Metallica skilde sig från andra thrash metalband som Slayer, Testament och Exodus.
Om Kill 'Em All kom att innebära ett startskott för utvecklingen av thrash metal-genren, blev Ride the Lightning, som var mer lättillgängligt, det album som förde ut genren till bredare publikgrupper. I samband med albumsläppet lämnade också Metallica samarbetet med Zazula och Megaforce Records och skrev kontrakt med Elektra. Alltmer efterfrågade spelade Metallica i augusti 1985 på Monsters of Rock med band som Bon Jovi, Marillion och huvudakten ZZ Top och på nyåret spelade de i San Francisco tillsammans med Exodus, Metal Church och, kanske något förvånande, Dave Mustains Megadeth.

### Genombrottet och Cliff Burtons död (1986–1990)
1986 var ett omvälvande år för Metallica. Inte bara för att deras storsäljande album Master of Puppets gavs ut, utan även för att basisten Cliff Burton omkom vid en bussolycka på E4:an vid den lilla orten Dörarp, strax norr om Ljungby i Sverige.
Inför inspelningen av sitt tredje album hade Metallica valt att återvända till Köpenhamn och Sweet Silence Studios. Master of Puppets spelades in under tre månader och gavs ut av Elektra i februari 1986. Albumet innehåller många kända låtar till exempel "Battery", "Master of Puppets", "Welcome Home (Sanitarium)", "Disposable Heroes", "Damage Inc." och instrumentallåten "Orion" som man ofta förknippar med Cliff Burton. Med detta album kom också Metallicas riktiga genombrott och det blev det första thrash-albumet att placera sig på amerikanska Billboard Top 100-listan. Lanseringen stöddes av en USA-turné som förband till Ozzy Osbourne. En Europaturné genomfördes tillsammans med Anthrax. På väg från en konsert i Stockholm mot Köpenhamn den 27 september, åkte turnébussen av den isiga vägen i närheten av Ljungby och Burton kastades ur bussen och dog omedelbart.
Med stöd av Burtons föräldrar för att fortsätta, genomförde bandet auditions för att finna en ersättare. Valet blev Jason Newsted, tidigare i Flotsam And Jetsam, och redan en månad efter Burtons död genomförde han och Metallica en sedan tidigare planerad turné i Japan, och i januari 1987 återvände bandet för spelningar i Europa och Skandinavien.
I augusti 1987 släppte Metallica en EP, Garage Days Re-Revisited, med fem coverinspelningar av låtar av Diamond Head, Holocaust, Killing Joke, Budgie och Misfits. Under året utgavs också bandets första video, en hyllning till Burton kallad Cliff 'em All, innehållande liveupptagningar inspelade 1983-1986. Under hösten deltog Metallica åter i Monsters of Rock-turnén, med Bon Jovi som huvudakt i England, och med Deep Purple som förstanamn när turnén fortsatte på den europeiska kontinenten.
Metallicas nästa album, ...And Justice for All är det första studioalbumet med Jason Newsted på bas och även som medkompositör, till öppningslåten "Blackened". Albumet släpptes i september 1988, av Elektra i USA men i övriga världen av Metallicas nya skivbolag Vertigo, ägt av Polygram. ...And Justice for All blev en kommersiell framgång med en topplacering som nummer sex på Billboardlistan. Albumet fick även en Grammy-nominering men förlorade mot Jethro Tull. Däremot fick Metallica året därpå en Grammy för singeln "One" från ...And Justice for All. Bandets första musikvideo gjordes också till låten "One", och denna singel spelades flitigt på radio.
På albumet hörs basen väldigt lite. Enligt Newsted var det en del i de övriga medlemmarnas nedsättande behandling av honom, liksom att de inte tog notis om hans musikaliska idéer. Även framöver hade Newsted svårigheter att bli accepterad som fullvärdig medlem av Metallica.
Efter släppet genomförde Metallica en världsturné med början i Europa och den första spelningen i Budapest, Ungern, för att sedan fortsätt med en USA-turné med Queensrÿche som support och avsluta det hela i Sydamerika. I maj 1990 turnerade bandet åter i Europa, denna gång med Dio som support, innan man åter gick in i studion för att spela in sitt femte album.

### Världsstjärnor –The Black Album(1991–1994)
Det storsäljande albumet Metallica, även känt som The Black Album på grund av omslaget med en svart orm på svart bakgrund, gavs ut 1991. Det självbetitlade albumet spelades in i One On One Studios i Los Angeles, och bandet avbröt härmed samarbetet med Flemming Rasmussen. Med Bob Rock som ny producent kom ljudlandskapet att skilja sig mycket från den föregående skivan. Albumet har sålt överlägset mest av alla Metallica-album med över 22 miljoner sålda exemplar, varav 15 miljoner bara i USA. Detta ledde också till en förstaplacering på amerikanska försäljningslistan,  med en försäljning på 598 000 exemplar första veckan och den låg kvar på Billboard 200-listan i 85 veckor.
Metallicas stil ändrades radikalt på den här skivan. Men skivan blev accepterad och mycket uppskattad av fansen och kritikerna. Albumet innehåller låtar som "Enter Sandman" och "Nothing Else Matters" som blev mycket populära. Andra kända låtar från albumet är till exempel "Sad But True", "The Unforgiven" och "Wherever I May Roam". Metallica förmådde med The Black Album att skapa en skiva som dels har gjort ett odiskutabelt avtryck i hårdrockens historia, dels blev en kommersiell framgång. Albumet "Metallica" gav också bandet deras hittills enda Grammy för ett album.
I augusti deltog bandet åter i Monsters of Rock-turnén i Europa som "special guests" till AC/DC och därefter gjordes en konsert i Moskva 28 september på Tusjinos flygfält inför en publik på en halv miljon människor. Metallica återvände hem till San Franciscos Day of the Green-festival innan man startade världsturnén Wherever I May Roam.
Under 1992 genomfördes ett antal turnéer och konserter, bland annat som huvudakt i Monsters of Rock tillsammans med Guns 'n Roses och med support av Motörhead och Faith No More. Hetfield blev under en konsert illa bränd av scenfyrverkeriet och för återstoden av spelningarna på turnén anlitades Metal Churchs John Marshall som gitarrist. Året därpå turnerade Metallica även i Asien, Australien och Sydamerika. I november 1993 släpptes Live Shit: Binge & Purge, en samlingsbox bestående bland annat av tre CD från en konsert i Mexico City 1993, under Nowhere Else to Roam-turnén, två videor från en konsert i San Diego 1992, under Wherever I May Roam-turnén, en video från en konsert i Seattle 1989, under Damaged Justice-turnén samt ett 72-sidigt häfte.
The Live Shit-turnén genomfördes under 1994 med support av Danzig och Candlebox, och Metallica var en av huvudattraktionerna på sommarens Woodstock '94-festival. Turnén avslutades i Florida i augusti och vid spelningen 21 augusti inviterades Judas Priest-sångaren Rob Halford upp på scen och deltog med sång i låten "Rapid Fire".

### Musikstilen ändras –Load,ReloadochGarage Inc. (1995–1999)
Vinterhalvåret 1995-1996 spelade bandet in material till sitt kommande album. Load gavs ut i juni 1996 och förväntningarna inför det nya Metallicaalbumet var höga efter succén med The Black Album. Första veckan såldes 680 000 exemplar av skivan och detta gav åter Metallica en förstaplacering på Billboardlistan. Totalt sett blev dock inte albumet en av Metallicas större framgångar, snarast lyckades det göra både de gamla och de nyare fansen besvikna. Vissa bilder i skivans texthäfte upprörde många fans då bandmedlemmarna var sminkade, kortklippta och med en annorlunda klädstil. Flera låtar från albumet spelades dock flitigt på radiostationerna och spår som "Until It Sleeps", "Hero of the Day" och "Mama Said" blev populära singlar.
Trots det jämförelsevis svala mottagandet av albumet behöll Metallica sin popularitet och den amerikaturné som följde upp Load var den tredje största i USA det året, med en omsättning på 37 miljoner dollar, endast överträffad av Rolling Stones och U2. Metallica var också huvudband på den turnerande Lollapaloozafestivalen med förband som Ramones och Soundgarden.
Året efteråt släpptes Reload, som delvis innehöll inspelningar gjorda samtidigt med den förra plattans. Förstasingeln "The Memory Remains" har bakgrundssång framförd av Marianne Faithfull och på "Low Man's Lyric" förekommer fiolspel av Bernardo Bigalli. Reload gavs ut av skivbolaget Vertigo i november 1997 och sålde 435 000 exemplar under första veckan. Den blev därmed etta på försäljningslistan i USA. Metallica tilldelades också Grammyutmärkelsen "Best Metal Performance" för låten "Better than you". Låtarna "Fuel", "The Memory Remains", "The Unforgiven II" och "Better Than You" släpptes som singlar. "The Unforgiven II" blev likt en uppföljare till den tidigare populära låten "Unforgiven". Det råder delvis samma tongångar i de båda låtarna. De båda skivorna har mycket liknande omslag och anses ofta likna varandra, även musikmässigt. 
1998 utgavs dubbel-CD:n Garage Inc., som var en samling av covers gruppen hade spelat in under hela sin existens, allt ifrån B-sidor från tidiga singlar till nyinspelningar. Bland annat ingår hela EP:n Garage Days Re-Revisited från 1987. Också ett spår från denna platta gav en Grammy, nämligen Thin Lizzy-covern "Whiskey in the Jar". I december samma år släppte de DVD:n Cunning Stunts, en liveinspelning från Fort Worth i Texas under Poor Touring Me-turnén. I april 1999 samarbetade bandet ihop med dirigenten Michael Kamen och spelade två shower i San Francisco tillsammans med en symfoniorkester. Konserten gavs ut på albumet S&M 23 november samma år.

### Napster, interna problem ochSt. Anger(2000–2004)
År 2000 fick Metallica erbjudande att spela in ett soundtrack-spår till filmen Mission: Impossible 2. Låten skrev Hetfield på en dag och resultatet blev "I Disappear" som också gavs ut som singel. Singeln hade dock börjat spridas på nätet redan innan den officiellt hade släppts, och detta blev starten på en strid mellan Metallica och fildelningsföretaget Napster. Lars Ulrich, tillsammans med bland andra rapparen Dr. Dre, stämde Napster för att ha spridit deras musik utan tillstånd. De juridiska agerandet resulterade i en överenskommelse där mer än 300 000 användare avstängdes från Napsters tjänster. Många fans var kritiska till Metallicas sätt att hantera detta. 
Sommaren 2000 ägnade Metallica en nordamerikaturné kallad Summer Sanatorium med support av Korn, Kid Rock och Powerman 5000. I februari 2001 lämnade Jason Newsted gruppen. Anledningen var främst att de andra i bandet hade skaffat familj och barn medan Newsted själv ville ägna all sin tid åt musiken; han hade ett eget band vid sidan om Metallica, Echobrain. När han ville ta ledigt från Metallica under ett år för att ägna all sin tid åt sitt andra band sa resten av gruppen ifrån. Då bestämde sig Newsted för att hoppa av Metallica. Spekulationerna kring vem som skulle bli ny basist tog fart och ett par aktuella namn var Mike Inez, tidigare med Ozzy Osbourne och Alice in Chains, och Pete Way från UFO. Hammett, Hetfield och Ulrich beslutade dock att spela in sitt nästa album som en trio. 
Metallica saknade basist i två år, och producenten Bob Rock fick spela bas under delar av St. Anger-inspelningen och även under en del liveframträdanden. I februari 2003 tillkännagavs Robert Trujillo, tidigare i Suicidal Tendencies och Ozzy Osbourne, som ny basist i bandet. Den tidigare Metallica-basisten Jason Newsted blev senare basist för Ozzy Osbourne. Trujillos första framträdande med Metallica blev i en MTV-show där flera olika artister tolkade Metallica-låtar. Sum 41 framförde "For Whom The Bell Tolls" och "Enter Sandman", Staind spelade "Nothing Else Matters", Avril Lavigne gjorde en cover på "Fuel" medan rapparen Snoop Dog tolkade "Sad but True". Korn framförde "One" och Limp Bizkit tolkade "Sanitarium" innan Metallica själva avslutade kvällen.

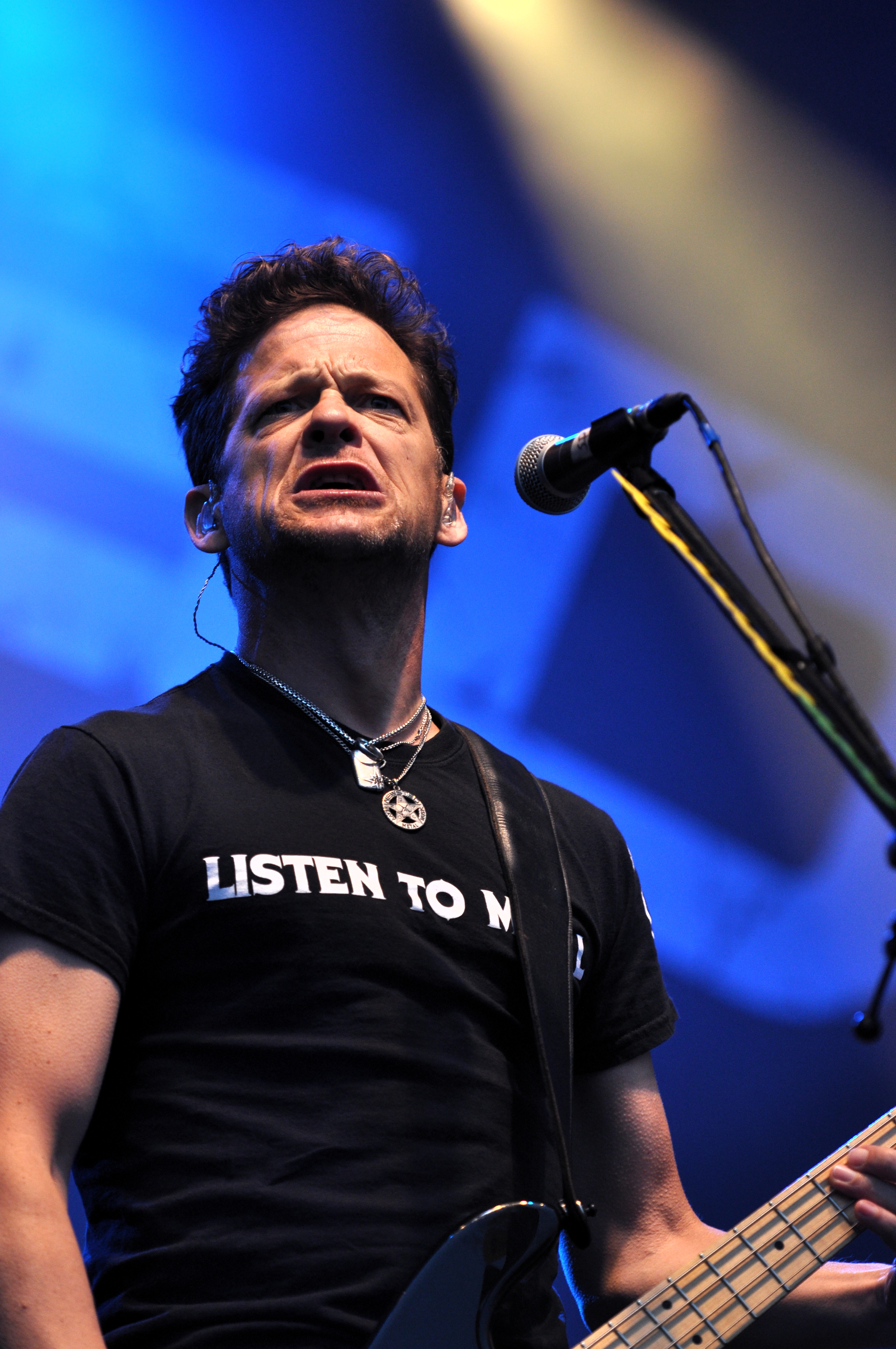
Basisten Jason Newstedt lämnade Metallica i januari 2001 efter 15 år i bandet.

I juni samma år utgavs albumet St. Anger som gick in på första plats på Billboardlistan med 416 000 sålda album första veckan. I Storbritannien la den sig som trea på försäljningslistan medan den i de skandinaviska länderna landade på första plats. Albumet fick ljummen kritik och blev bland annat kritiserat för att ha inslag av så kallade nu-metal. Efter albumsläppet gav sig Metallica ut på turné, Madly In Anger With the World, vilken höll på till november 2003. Trots kritiken mot det senaste albumet fyllde Metallica arenorna runt om i Europa med exempelvis 46 000 besökare på Olympiastadion i Helsingfors, Finland, och framträdandet på Rock in Rio-festivalen i Lissabon, Portugal, sändes live över tevekanaler i 45 olika länder.
Filmen Some Kind of Monster hade premiär i juli 2004 och skildrar osminkat bandets problem från Newsteds avhopp fram till turnén med St Anger. Bandet hade tvingats anlita en psykolog Phil Towle, för att lösa de interna problemen och en stor del av inspelningarna gick åt till gräl, i synnerhet mellan Ulrich och Hetfield. En tid senare blev Hetfield även inlagd på avgiftning för vad som visade sig vara ett omfattande alkoholmissbruk. Denna dokumentär ger egentligen en föga smickrande bild av i synnerhet Ulrich och Hetfield och de "rockstjärnelater" bandet skaffat sig under senare år. Under år 2005 tog de en paus men hade två spelningar då de agerade som förband åt The Rolling Stones i San Francisco, 13 och 15 november. Bandet öppnade båda konserterna med första halvan av instrumentalklassikern "Orion" som släpptes på skivan Master of Puppets 1986. Detta var första gången någonsin den delen av låten spelades live.

### Death Magneticoch eget skivbolag (2005–2015)
Den 30 november 2005 meddelade bandets trummis Lars Ulrich till en dansk nyhetstidning att bandet återigen hade gått in i studion för att göra en ny skiva. Skivan producerades av Rick Rubin som tidigare jobbat med bland andra Slayer, AC/DC, System of a Down, Johnny Cash, Red Hot Chili Peppers och Nirvana. I och med detta bröts samarbetet med den tidigare producenten Bob Rock. Sommaren 2007 var bandet ute på en turné kallad Sick of the Studio"tillsammans med HIM. Bland annat var man i Sverige på Stockholms Stadion den 12 juli. Konserten fick högsta betyg i bland annat Aftonbladet.
Metallicas nionde studioalbum, Death Magnetic, gavs ut av Warner Bros., 12 september 2008. Albumet gick upp på första plats på försäljningslistorna i USA och Kanada. Den första singeln från plattan, "The Day That Never Comes", släpptes 21 augusti. Ytterligare singlar blev "My Apocalypse", "Cyanide", "The Judas Kiss" och "All Nightmare Long". Musikvideor har släppts för "The Day That Never Comes", "All Nightmare Long" och "Broken, Beat & Scarred".

År 2007 och 2008 medverkade Metallica i Live Earth-galan på Wembleystadion i London. Metallica startade Death Magnetic-turnén i Amerika hösten 2008 och fortsatte i Europa våren 2009. I mars kom turnén till Sverige inför två utsålda spelningar i Globen. Konserten 7 mars genomfördes medan söndagens konsert fick ställas in eftersom Hetfield blivit matförgiftad och fick föras till sjukhus. Konserten genomfördes till slut den 4 maj 2009 i Globen. Bandets medlemmar drev med matförgiftningen både på scen och bland annat genom att bjuda på t-shirts med tryck som anspelade på Hetfields matförgiftning.

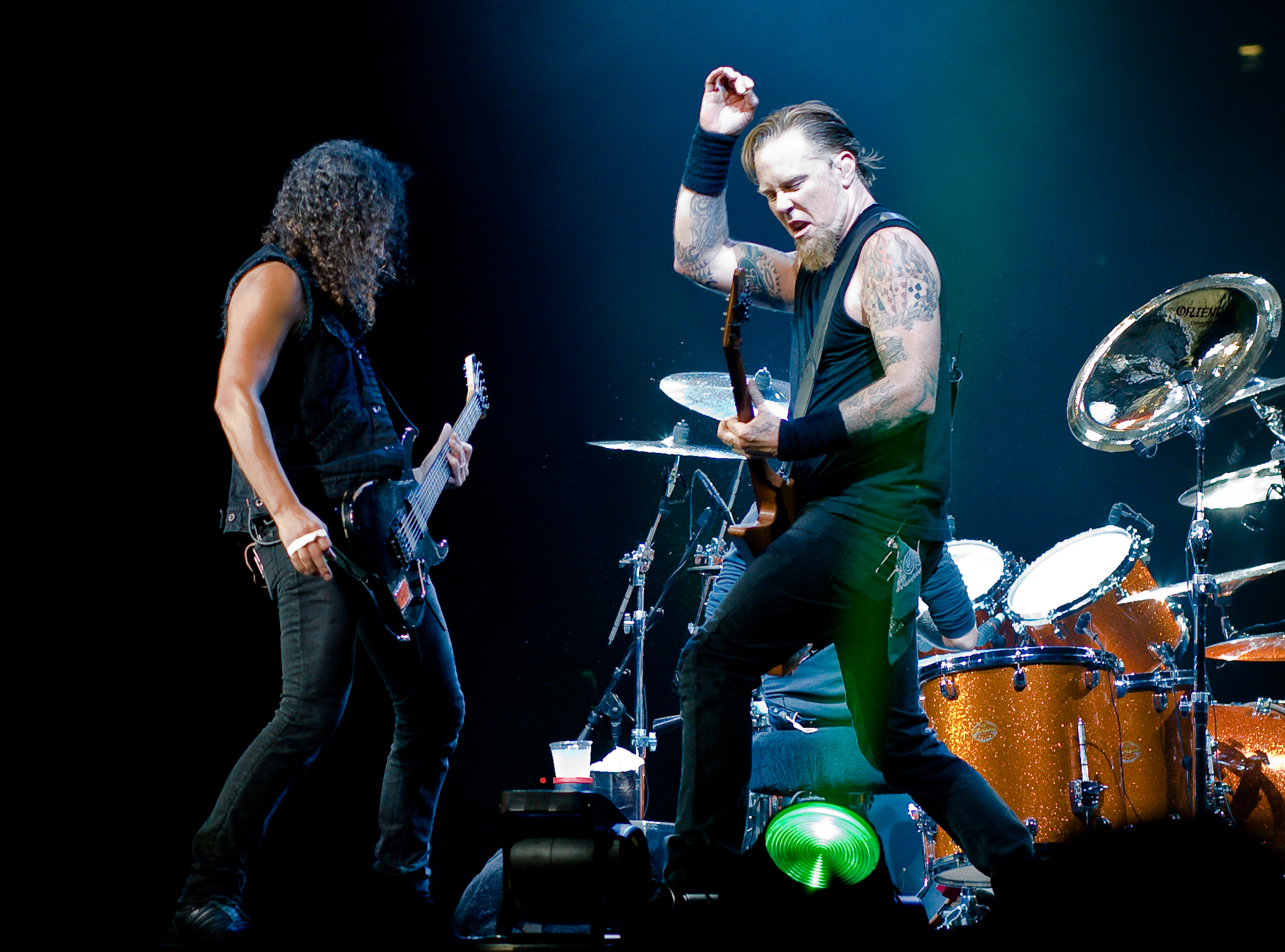
Hammett och Hetfield i London 2008.

Metallica gjorde sitt för året tredje Sverigebesök då de kom till Hultsfred, Folkets Park den 18 juli 2009 som huvudband i den nya Europa-turnerande festivalen Sonisphere. Det var Metallicas första festivalbesök i Sverige.
Under sommaren 2010 gjorde Metallica ett antal konserter i Europa med Sonispherefestivalen. I juni genomfördes spelningar i bland annat Tjeckien, Bulgarien, Grekland och Turkiet tillsammans med de andra tre banden i The Big Four of Thrash, Slayer, Anthrax och Megadeth. Death Magnetic tour avslutades den 21 november 2010. Bandet hade då varit på turné i över två år. 
Sommaren 2011 genomfördes fler gemensamma konserter med The Big Four of Thrash, bland annat som en del av Sonispherefestivalen i England 8 juli, och i Frankrike 9 juli. The Big Four uppträdde även 23 april i Kalifornien, USA, i Tyskland 2 juli, Sverige 3 juli och Italien 6 juli 2011. I juni 2011 tillkännagav Metallica och Lou Reed att de inlett ett samarbete och att det gemensamma albumet Lulu släpps 31 oktober. I september publicerades låtlista och omslagsbild på den gemensamma sajten loureedmetallica.com.
I oktober bekräftade Robert Trujillo att Metallica hade börjat skriva på sitt nya album. Lars Ulrich sa i en intervju att albumet släpps tidigt 2015.
2012 startade bandet skivbolaget Blackened Recordings, som köpt alla rättigheter till sina tidigare inspelningar.

### Hardwired...To Self Destruct(2016–2021)
Den 18 augusti 2016 blev det klart att bandet skulle släppa sitt tionde studioalbum Hardwired...to Self-Destruct i november samma år. Med beskedet släpptes även första singeln från albumet, vilken heter "Hardwired". Skivan är ett 77 minuter långt dubbelalbum. Nästa singel, "Moth Into Flame", släpptes med video 26 september. Albumet gavs ut på Blackened 18 november 2016.

### 72 Seasons(2022-)
Den 28 november 2022 tillkännagav Metallica att de skulle släppa sitt elfte studioalbum 72 seasons den 24 april nästkommande år. Samtidigt lanserades singeln "Lux Æterna". Albumet kommer att innehålla 12 spår på sammanlagt 77 minuter. I samband med lanseringen åker Metallica även på världsturné med besök i Göteborg 16 och 18 juni 2023. Totalt besöker bandet 22 städer med två spelningar i varje stad. Spelningarna följer konceptet "No repeat weekend" vilket innebär att de två konserterna i varje stad kommer att ha helt olika setlists från varandra.

## Polarpriset 2018
År 2018 tilldelades Metallica Polarpriset. De blev därmed första metalband att tilldelas priset. I juryns motivering sägs bland annat att "Inte sedan Wagners känslostormar och Tjajkovskijs kanoner har någon skapat musik som varit så fysisk och ursinnig, men ändå samtidigt tillgänglig".

## Medlemmar

### Nuvarande medlemmar
- James Hetfield – sång, kompgitarr (1981–)
- Lars Ulrich – trummor (1981–)
- Kirk Hammett – sologitarr, bakgrundssång (1983–)
- Robert Trujillo – basgitarr, bakgrundssång (2003–)

### Tidigare medlemmar
- Ron McGovney – basgitarr (1981–1982)
- Dave Mustaine – sologitarr, bakgrundssång (1981–1983)
- Cliff Burton – basgitarr, bakgrundssång (1982–1986; död 1986)
- Jason Newsted – basgitarr, bakgrundssång (1986–2001)

### Turnerande musiker
- Brad Parker – gitarr (1982)
- Jeff Warner – gitarr (1982)
- Jason Newsted – basgitarr (1986–1987)
- John Marshall – rytmgitarr (1986, 1992)
- Kenny Olson – rytmgitarr (2000)
- Joey Jordison – trummor (2004)
- Dave Lombardo – trummor (2004)
- Flemming Larsen – trummor (2004)

### Tekniker
- Mick Hughes

## Diskografi
Studioalbum
- 1983 – Kill 'Em All
- 1984 – Ride the Lightning
- 1986 – Master of Puppets
- 1988 – ...And Justice for All
- 1991 – Metallica
- 1996 – Load
- 1997 – ReLoad
- 2003 – St. Anger
- 2008 – Death Magnetic
- 2016 – Hardwired...to Self-Destruct
- 2023 – 72 Seasons